# Libnotes manni
Libnotes manni là một loài ruồi trong họ Limoniidae. Chúng phân bố ở miền Australasia.